# Neotrionymus yunnanensis
Neotrionymus yunnanensis är en insektsart som först beskrevs av Borchsenius 1960.  Neotrionymus yunnanensis ingår i släktet Neotrionymus och familjen ullsköldlöss. Inga underarter finns listade i Catalogue of Life.